# Philobota acompsa
Philobota acompsa is een vlinder uit de familie van de sikkelmotten (Oecophoridae). De wetenschappelijke naam van de soort werd in 1939 gepubliceerd door Alfred Jefferis Turner.